# New York Knicks 1970-1971
La stagione 1970-71 dei New York Knicks fu la 22ª nella NBA per la franchigia.
I New York Knicks vinsero la Atlantic Division della Eastern Conference con un record di 52-30. Nei play-off vinsero la semifinale di conference con gli Atlanta Hawks (4-1), perdendo poi la finale di conference con i Baltimore Bullets (4-3).

## Roster
| N° | Naz.                   | Ruolo | Sportivo         | Anno | Alt. | Peso |
| -- | ---------------------- | ----- | ---------------- | ---- | ---- | ---- |
| 5  | Stati Uniti (bandiera) | A     | Mike Price       | 1948 | 191  | 91   |
| 6  | Stati Uniti (bandiera) | GA    | Mike Riordan     | 1945 | 193  | 91   |
| 9  | Stati Uniti (bandiera) | AC    | Dave Stallworth  | 1941 | 201  | 91   |
| 10 | Stati Uniti (bandiera) | AC    | Walt Frazier     | 1945 | 193  | 91   |
| 12 | Stati Uniti (bandiera) | GA    | Dick Barnett     | 1936 | 193  | 86   |
| 18 | Stati Uniti (bandiera) | AC    | Phil Jackson     | 1945 | 203  | 100  |
| 19 | Stati Uniti (bandiera) | AC    | Willis Reed      | 1942 | 206  | 107  |
| 22 | Stati Uniti (bandiera) | GA    | Dave DeBusschere | 1940 | 198  | 100  |
| 24 | Stati Uniti (bandiera) | GA    | Bill Bradley     | 1943 | 196  | 93   |
| 25 | Stati Uniti (bandiera) | G     | Milt Williams    | 1945 | 188  | 83   |
| 26 | Stati Uniti (bandiera) | AC    | Eddie Mast       | 1948 | 206  | 100  |
| 33 | Stati Uniti (bandiera) | GA    | Cazzie Russell   | 1944 | 196  | 99   |
| 34 | Stati Uniti (bandiera) | C     | Greg Fillmore    | 1947 | 216  | 109  |

## Staff tecnico
- Allenatore: Red Holzman